# 아이우치 노조미
아이우치 노조미(일본어: 愛内希, 1992년 7월 3일 ~ )는 일본의 성인 비디오 여배우였다.